# Vattendroppare

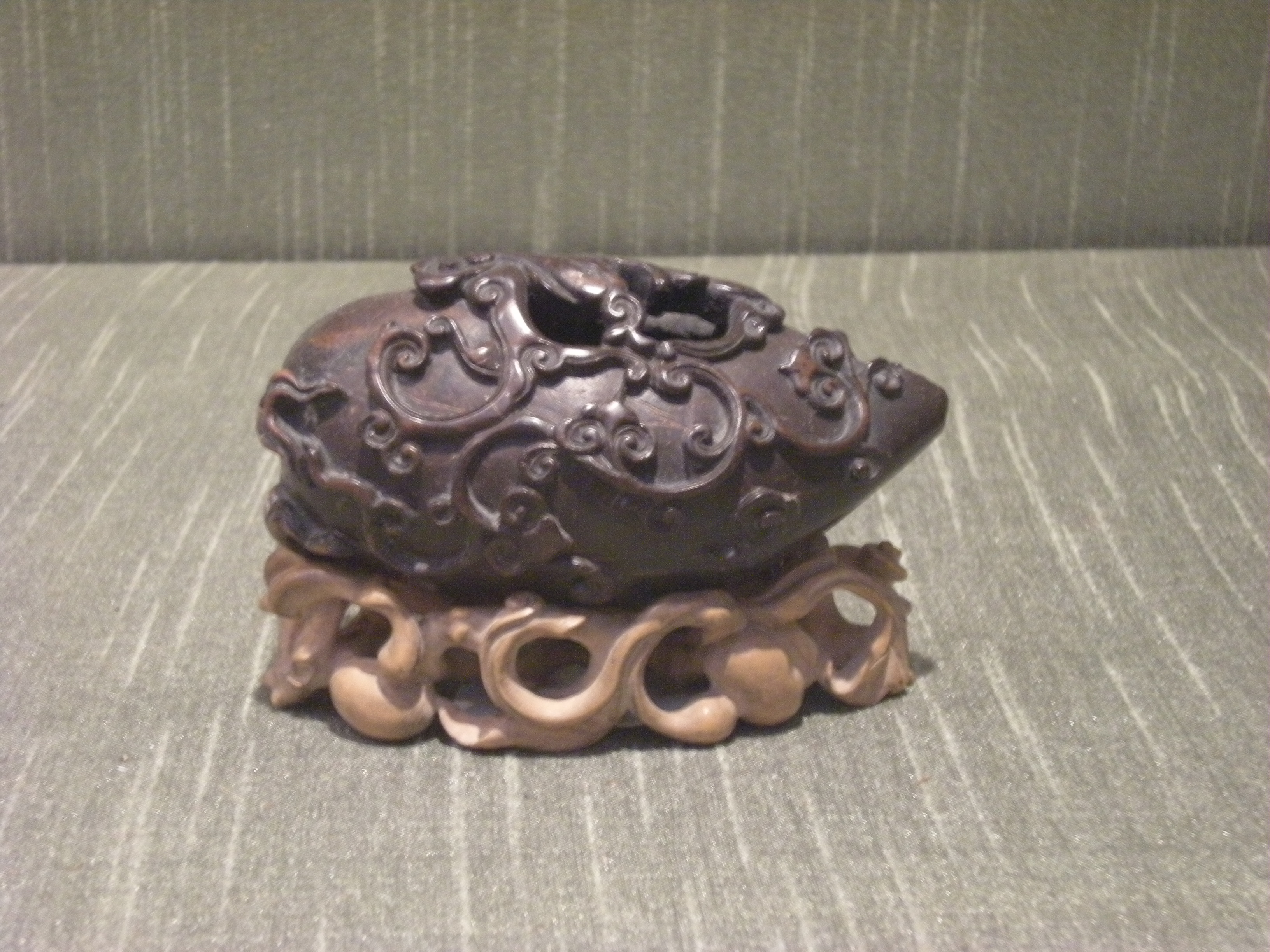
Vattendroppare av trä

Vattendroppare är ett redskap som används för att göra tuschet fuktigt. Det vill säga när man ska skriva eller måla med tusch använder man (historiskt sett, men förekommer fortfarande) fast tusch från en tuschstång och den gnider man mot en tuschsten. Med lite vatten från vattendropparen kan man sedan åstadkomma tusch av valfri flödighet. I Östasiatiska museets samlingar finns ett antal olika vattendroppare.

## Galleri

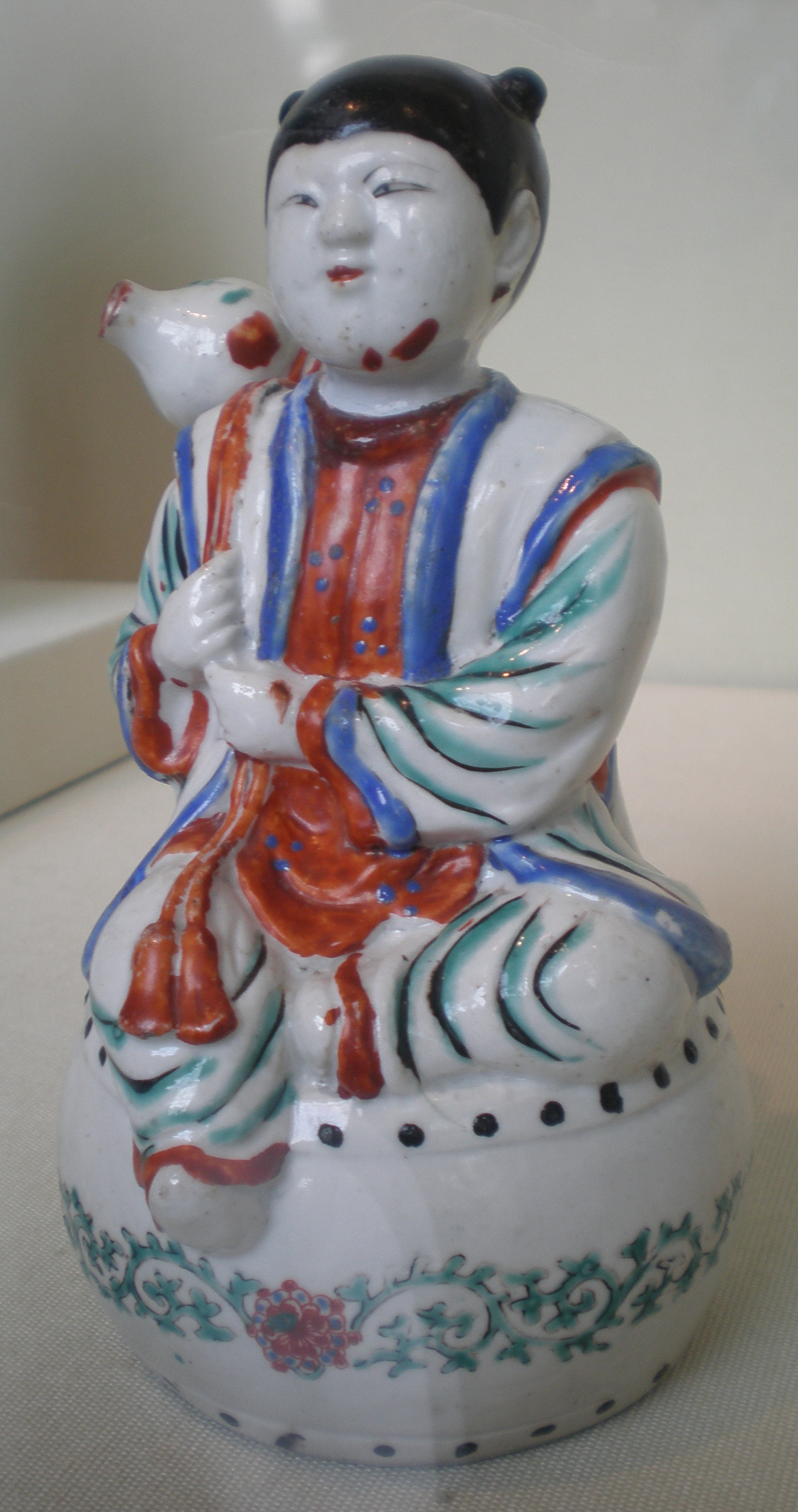
Vattendroppare formad som en pojke
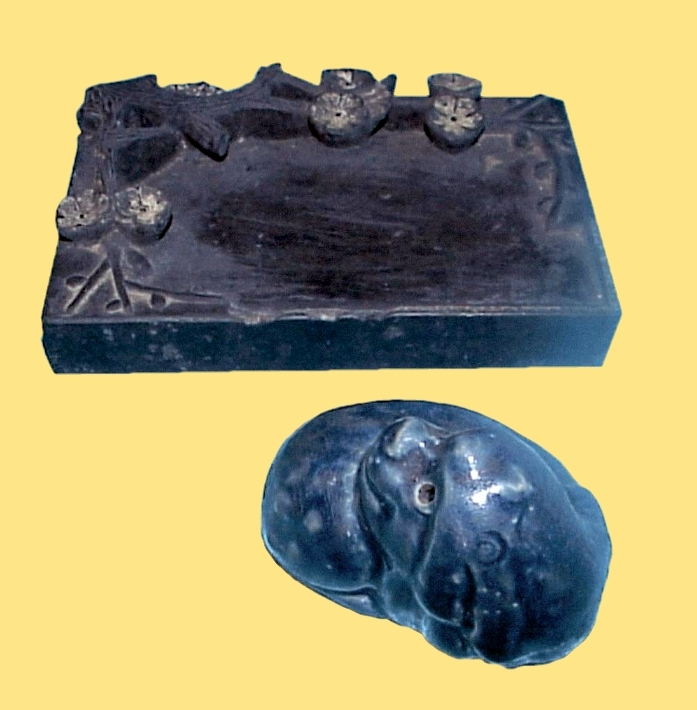
Tuschsten och vattendroppare
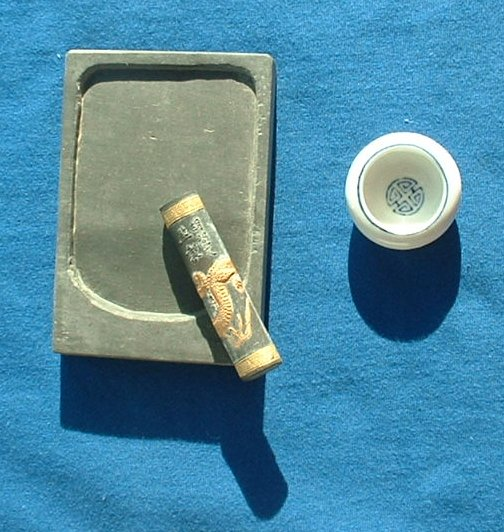
Tuschsten med tuschstång